# Bernhard Aichner

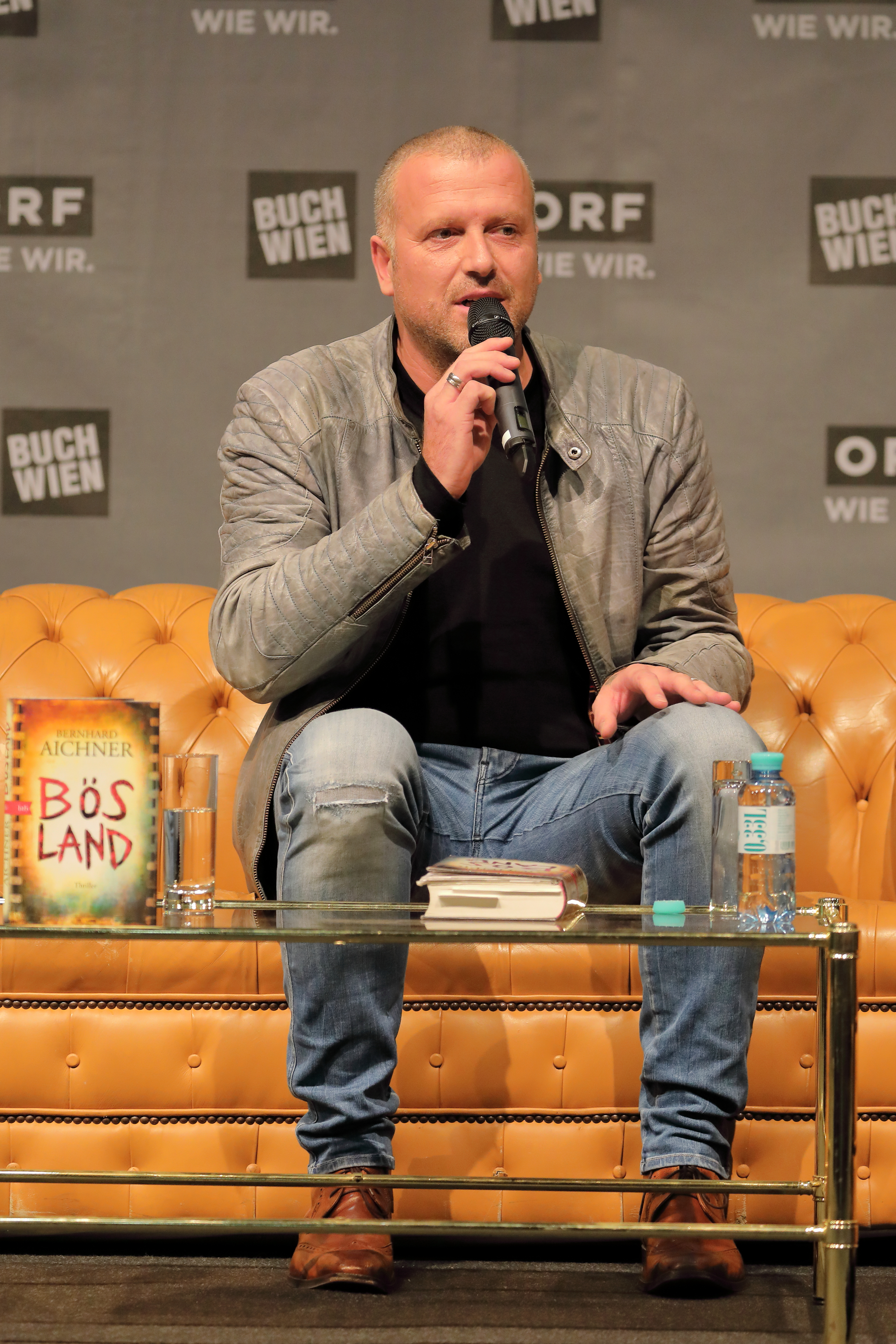
Bernhard Aichner (2018)

Bernhard Aichner (* 1. Februar 1972 in Heinfels) ist ein österreichischer Schriftsteller und Fotograf.

## Leben
Bernhard Aichner verbrachte seine Kindheit in Osttirol. Mit 17 Jahren brach er das Gymnasium in Lienz ab und ging nach Innsbruck. Dort arbeitete er zuerst als Kellner und dann als Fotolaborant. Während dieser Zeit begann er mit dem Schreiben. 1992 absolvierte er die Matura am Gymnasium für Berufstätige. Anschließend studierte er Germanistik und machte seine Leidenschaft zum Beruf: die Fotografie. So wirkte er an zahlreichen Kunstkatalogen mit und arbeitete fünf Jahre als Fotograf für die österreichische Tageszeitung Kurier. Parallel dazu veröffentlichte er in Literaturzeitschriften und hielt erste Lesungen.
Im Jahr 2000 eröffnete er ein Atelier für Fotografie. Im selben Jahr erschien auch sein erster Erzählband Babalon im Skarabaeus Verlag. Zwei Jahre später erschien sein erster Roman Das Nötigste über das Glück. 2004 wurde im Rahmen des Tiroler Dramatikerfestivals sein Theaterstück Pissoir uraufgeführt. Zur selben Zeit begann er mit der Arbeit an seinem neuen Roman Nur Blau, der im März 2006 erschien. Im Frühjahr 2006 produzierte der ORF sein Hörspiel Schick. Ebenfalls wurde sein Stück Poltern uraufgeführt. Im Oktober 2008 wurde Super Andi, ein Auftragswerk für das Tiroler Landestheater in den Kammerspielen, uraufgeführt. Im Februar 2009 erschien sein dritter Roman Schnee kommt im Skarabaeus Verlag.
Im August 2010 erschien Aichners erster Kriminalroman Die Schöne und der Tod im Haymon Verlag. 2011 folgte der zweite Max-Broll-Krimi Für immer tot, 2012 Leichenspiele, 2016 Interview mit einem Mörder. Auch drei Hörspiele von Bernhard Aichner wurden seit 2006, jeweils in der Regie von Martin Sailer, produziert.
Bernhard Aichner und Haymon-Verleger Markus Hatzer sind die Initiatoren des seit 2017 in Innsbruck stattfindenden mehrtägigen Festivals Krimifest Tirol. 2021 war Bernhard Aichner Juror beim FM4 Kurzgeschichtenwettbewerb Wortlaut.
Für ORF und ZDF wurde 2020 der zweite Roman der Max-Broll-Reihe unter dem Titel Broll + Baroni – Für immer tot von Harald Sicheritz verfilmt. Für den ORF und Netflix entstand 2021 die Serie Totenfrau basierend auf dem gleichnamigen Roman von Bernhard Aichner mit Anna Maria Mühe in der Hauptrolle der Bestattungsunternehmerin  Brünhilde Blum.
Er lebt mit seiner Frau und seinen drei Kindern in Innsbruck.

## Auszeichnungen
- 1995 ÖH Literaturpreis
- 1998 Brachland Literaturpreis
- 2002 Kunstpreis der Stadt Innsbruck
- 2006 Christoph Zanon Literaturpreis
- 2008 Österreichisches Staatsstipendium für Literatur
- 2008 Tiroler Landesstipendium für Literatur
- 2014 Burgdorfer Krimipreis
- 2015 Crime Cologne Award für Totenfrau
- 2017 Friedrich-Glauser-Preis (Bester Roman) für Interview mit einem Mörder
- 2023 Grazer Krimipreis Fine Crime Award[7][8]

## Werke
Bücher
- Babalon. Erzählungen. Skarabäus Verlag, 2000, ISBN 3-7066-2209-2.
- Das Nötigste über das Glück. Roman, Skarabäus Verlag, 2004, ISBN 3-7082-3152-X.
- Nur Blau. Roman, Skarabäus Verlag, 2006, ISBN 3-7082-3200-3.
- Schnee kommt. Roman, Skarabäus Verlag, 2009, ISBN 978-3-7082-3243-0.
- Bösland. Thriller, btb Verlag, München 2018, ISBN 978-3-442-75638-4.
- Kaschmirgefühl: Ein kleiner Roman über die Liebe, Haymon Verlag, Innsbruck 2019, ISBN 978-3-7099-3456-2
- Der Fund. Thriller, btb Verlag, München 2019, ISBN 978-3-442-75783-1.
- Nur Blau. Roman, Haymon Verlag, Innsbruck 2022, ISBN 978-3-7099-8150-4.
- Yoko. Roman, Rowohlt Wunderlich, Hamburg 2024, ISBN 978-3-8052-0109-4.
- John. Thriller, Rowohlt Wunderlich, Hamburg 2025, ISBN 978-3-8052-0108-7.

Bronski-Reihe
- Dunkelkammer: Ein Bronski Krimi, btb Verlag, München 2021, ISBN 978-3-442-75784-8.
- Gegenlicht: Ein Bronski Krimi, btb Verlag, München 2021, ISBN 978-3-442-75917-0.
- Brennweite: Ein Bronski Krimi, btb Verlag, München 2022, ISBN 978-3-442-75918-7.
- Bildrauschen: Ein Bronski Krimi, btb Verlag, München 2023, ISBN 978-3-442-75993-4.

Max-Broll-Reihe
- Die Schöne und der Tod. Ein Max-Broll-Krimi. Roman, Haymon Verlag, 2010, ISBN 978-3-85218-827-0.
- Für immer tot. Ein Max-Broll-Krimi. Roman, Haymon Verlag, Innsbruck 2011, ISBN 978-3-85218-882-9.
- Leichenspiele. Ein Max-Broll-Krimi. Roman, Haymon Verlag, Innsbruck 2011, ISBN 978-3-85218-915-4.
- Interview mit einem Mörder. Ein Max-Broll-Krimi. Roman, Haymon Verlag, Innsbruck 2016, ISBN 978-3-7099-7133-8.

Die Totenfrau-Trilogie
- Totenfrau. Roman, btb Verlag, München 2014, ISBN 978-3-442-75442-7.
- Totenhaus. Roman, btb Verlag, München 2015, ISBN 978-3-442-75455-7
- Totenrausch, Roman, btb Verlag, München 2017, ISBN 978-3-442-75637-7

Theaterstücke
- Vegas. Auftragswerk für das Westbahntheater. Regie: Alexander Kratzer. UA März 2009.
- Super Andi. Auftragswerk für das Tiroler Landestheater. Regie: Christian Hilmbauer, UA Oktober 2008
- Pissoir. mit Johannes Nikolussi. Regie: Thomas Gassner. UA Mai 2004, Produktion des Tiroler Landestheaters.
- Poltern. Produktion im Rahmen des Tiroler Dramatikerfestivals. UA Juni 2006, Literaturhaus am Inn
- Totenfrau. Bühnenfassung gemeinsam mit Susanne Felicitas Wolf, UA Juni 2018
- Luzifer. Auftragswerk für die Sommerspiele Melk. UA Juni 2018.

Hörspiele
- Schick. ORF-Produktion. Regie: Martin Sailer. UA April 2006
- Unser lieber Nachbar Dr. Fuchs. Regie: Martin Sailer. UA Juli 2012
- Play. ORF-Hörspiel, Regie: Martin Sailer, UA 2015